# Григор Кесараци
Григор Кесараци (арм. Գրիգոր Կեսարացի, ? — 1636) — армянский учёный, хронограф, поэт, педагог и крупный церковный деятель XVII века. Был Патриархом Константинопольским в 1601—09, 1611—21, 1623—26 и 1632—1636 годах, способствовал противостоянию Армянской церкви посягательствам Римско-католической церкви и сохранению её традиций.

## Биография

#### Ранняя стадия жизни
Родился в Кесарии, примерно в 1570 году. Отца звали Ягуп, мать — Вард, имел двух братьев — Багдасар и Хтрпал, и сестру Тухтар.  Сведения о ранней стадии жизни скудны, данные сохранились только в памятной записке его племянника — иерея Акопа Кесараци, однако более поздняя стадия, как и религиозная и творческая деятельность Григора описываются во многих источниках, в частности, в исторических трудах Симеона Лехаци, Аракела Даврижеци, Григора Даранагеци, литературных произведениях его учеников и однокашников, церковных документах и письмах. Иногда назывался Ягупян (по имени отца) или высокий Григор (из-за роста). Начальное образование получил, по всей видимости, в Кесарии, продолжил обучение (примерно с 1585 года) у прославленного вардапета Срапиона Урхаеци в Амиде, в 1595 году был рукоположён последним в вардапеты. Период 1595—1601 гг. плохо освещён, скорее всего, эти годы провёл в родной Кесарии.

#### Борьба за Константинопольский патриархат
В 1601 году участвует в созванном киликийским католикосом Азарией соборе, и, по решению собора, отправляется в Константинополь. Вскоре получает звание епископа и становится Патриархом Константинопольским. Быстро завоёвывает популярность и становится одним из самых влиятельных церковных деятелей Армении. Уже в 1602 году он сумел помирить между собой соперничающих за кресло Киликийского католикосата Ованеса Айнтапеци и Петроса Каркареци. Во время его правления сильно усилились позиции католической церкви в Армении, в том числе и среди армянского духовенства. Отправленные ещё Римским папой Григорием XIII († 1585) миссионеры развивали активную пропагандистскую деятельность, на средства Ватикана в Армении открывались католические школы. В конце XVI века ряд армянских священнослужителей, в том числе патриархи и епископы, приняли католическое вероучение, в результате чего церковь оказывается на грани раздора. Кесараци был сторонником сохранения независимости армянской церкви и выступал против прокатолических сил, в результате чего был трижды смещён со своей должности (в 1609, 1621 и 1626 годах), однако каждый раз возвращал престол (в 1611, 1623 и 1632 годах). Немаловажную роль в его отстранениях сыграло то, что Кесараци часто путешествовал, желая сохранить и усилить свои позиции в Кесарии, Киликии и Иерусалиме. В 1627 году уезжает в Речь Посполитую, в Каменец-Подольський, где ссорится с местными армянскими священниками из-за того, что они не всегда следовали традициям армянской церкви. В результате те обратились к войту города и Кесараци был изгнан, но его категорический отказ от малейших отклонений с церковных традиций оставили глубокий след в памяти армян Каменца. В 1630 году вернулся в Константинополь. Хотя всё ещё имел большое влияние на Эчмиадзинские и Киликийские католикосаты, не сумел сразу вернуть себе титул патриарха, и уехал в Кесарию, где стал главой армянской общины. В 1632 году всё же назначается Константинопольским патриархом. К этому времени его влияние настолько возросло, что на выборах Киликийского католикоса 1633 года предложенный им кандидат Нерсес Себастаци был избран единогласно, причём Григор поставил условие, что новоизбранный католикос не будет принимать никаких важных решений без его согласия и предложил Нерсесу подписать соответствующий документ. В результате Нерсес отказывается от должности и становится католикосом только в 1637 году, через год после смерти Кесараци. Такое поведение, а также нежелание снизить церковные налоги в связи со сложившейся в стране трудной ситуацией, стали причиной, чтобы некоторые авторы из его окружения (в особенности Григор Даранагеци) характеризовали Кесараци как деспотичного патриарха, однако более нейтральные источники (Симеон Лехаци, Аракел Даврижеци), говорят о нём с глубоким уважением и высоко оценивают его решительные поступки. В четвёртый раз престол Константинопольского патриарха занял до конца жизни в 1636 году.

## Творчество
Активно занимался педагогической деятельностью, преподавал до глубокой старости. Среди его учеников числятся такие личности, как Хачатур Кесараци, Мовсес Татеваци, Азария Саснеци и др. Был полиматом и одним из крупнейших армянских учёных своего времени, занимался как естественными (астрономия, математика), так и гуманитарными (философия, музыковедение) науками, владел несколькими языками, писал литературные произведения разных жанров (в прозе и в стихах). Современники называют его "знатоком астрономии и всяких считательных наук", "рабунапетом дома Арама", "плодотворным учителем, подобно Сааку и Месропу", "знатоком музыкальных песен и мелодий", "победоносным борцом с врагами истины", "знатоком церковных и светских наук", "мужом глубокого, мудрого и прозорливого ума", и т.д..

#### Литературное наследие
Написал хронографические труды «Даты» (арм. «Թուականք») и «История» (арм. «Պատմութիւն»), которые не сохранились (но известно, что Кесараци писал их вплоть до конца жизни и труды обхватывали период от Адама до 1636 года) и несколько церковных гимнов (тагов и гандзов). Поэмы Кесараци написаны в основном акростихом, причём в некоторых из них одновременно и первые, и последние буквы строк составляют какое-то предложение или армянский алфавит. Один из стихов посвящён его учителю Срапиону Урхаеци, по сути представляет собой житие Срапиона.

#### Научное наследие
Значительное внимание уделял изучению точных наук, в особенности астрономии и геометрии. Перевёл с арабского книгу по астрономии по имени «Устурлапи» и «Географию» Птолемея с французского. Создал первый глобус с армянскими надписями. Самым большим научным достижением Кесараци считается однако его перевод и редакция «Начал» Евклида. 

###### Перевод «Начал» Евклида

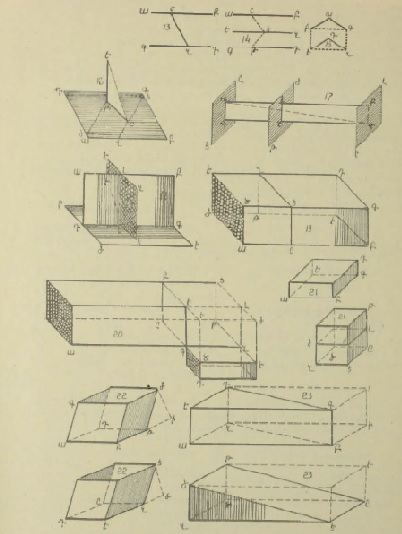
Чертежи из армянской редакции XVII века «Начал» Евклида

Рукопись была обнаружена в США в 1959 году и является пространным переводом текста Евклида. До этого времени единственным армянским переводом «Начал» Евклида считался фрагмент, переведённый Григор Магистросом в 1051 году. В найденней рукописи нет каких-либо упоминаний об авторе, переписчике, дате написания или заказчике. Содержатся несколько элементарных ошибок, показывающих, что рукопись является не авторской, а копией позднего переписчика, причём переписчик не очень хорошо разбирался в геометрии. Была датирована второй половиной XVII века, анализ почерка позволил определить переписчика: им оказался Григор Ереванци, который переписал также сделанный Степаносом Лехаци перевод «Метафизики» Аристотеля. Текстологический разбор привёл к заключению, что текст был написан в конце XVI—начале XVII века, армянином из Османской империи. Поскольку Григор Кесараци является единственным известным армянским математиком этого времени, усердно занимавшимся в том числе и геометрией, авторство рукописи принято приписывать ему.
Текст является не просто переводом, но и обширной редакцией «Начал». Автор уделяет большое внимание измерительным задачам, широко пользуется вычислениями, оперирует понятиями бесконечно больших и бесконечно малых величин, по своему усмотрению упрощает доказательства сложных задач и даёт собственные толкования. Внесены некоторые изменения в постулаты и аксиомы Евклида, присутствуют многочисленные чертежи, встречаются математические термины арабского, персидского и турецкого происхождения. Чертежи оформлены по европейскому аналогу. По-видимому, автор пользовался латинским и арабским переводами «Начал», и был хорошо знаком с европейскими обработками. 
Комментарии
1. ↑  Рабунапет (дословно "верховный раввин") — учёная степень в средневековой Армении, глава вардапетов
2. ↑  Арам — потомок Хайка, согласно древнеармянской традиции, первый царь Армении, от имени которого произошёл экзоним "армянин"

## Основная литература
- А. Алпоячян. Патриарх Григор Кесараци и его время. По случаю трёхсотлетия смерти = Գրիգոր Կեսարացի Պատրիարք եւ իր ժամանակը : Իր մահուան երեքհարիւրամեակին առթիւ. — Иерусалим: изд-во Св. Иакова, 1936. — 249 с.
- Петросян Г. Б., Абрамян А. Г. Новонайденный армянский текст геометрии Евклида. // Историко-филологический журнал АН АрмССР. — Ереван, 1962. — № 1. — С. 148—170.

G. B. Petrosian, A. G. Abramyan. A Newly Discovered Armenian Text of Euclid’s Geometry // Proceedings of the Tenth International Congress of the History of Science, Ithaca, 1962, II  / ed. Henry Guerlac. — Paris: Herman, 1964. — С. 651—654.
- Аракел Даврижеци. Книга Историй / пер. и комм. Л. А. Ханларян. — М.: Наука, 1978.
- Симеон Лехаци. Путевые заметки / пер. и комм. М. О. Дарбинян. — М.: Восточная литература, 1965.